# Carnoux-en-Provence
Carnoux-en-Provence är en kommun i departementet Bouches-du-Rhône i regionen Provence-Alpes-Côte d'Azur i sydöstra Frankrike. Kommunen ligger  i kantonen Aubagne-Est som ligger i arrondissementet Marseille. År 2022 hade Carnoux-en-Provence 6 872 invånare.

## Befolkningsutveckling
Antalet invånare i kommunen Carnoux-en-Provence
Referens:INSEE